# COM (motorfiets)
COM is een historisch merk van motorfietsen.
Ze werden gemaakt door Carbonero & Schoch, Torino.
COM was een Italiaans merk dat van 1926 tot 1928 motorfietsen met 123- en 173 cc eencilinder-blokjes produceerde.